# Colonie de Plymouth
1620–1691
Entités suivantes :
- Province de la baie du Massachusetts

La colonie de Plymouth (en anglais Plymouth Colony) était une colonie anglaise qui exista de 1620 à 1691. Elle fut la seconde colonie permanente anglaise après Jamestown en Virginie, la première colonie permanente de la Nouvelle-Angleterre, et la première colonie anglaise fondée par des dissidents anglais, les Pères pèlerins, arrivés en Amérique du Nord à bord du Mayflower. À son apogée, elle occupait la majeure partie du sud-est de l'actuel État du Massachusetts.

## Histoire

### Les premières explorations
Avant l'arrivée des premiers colons européens, Jean Cabot avait fait la découverte de Terre-Neuve en 1497, qui donna aux Anglais un droit de passage sur la côte est de l'Amérique du Nord. Ensuite, Samuel de Champlain avait exploré largement la région en 1605. Il avait spécifiquement étudié la baie de Plymouth (Plymouth Harbor), qu'il avait alors baptisée « Port Saint-Louis », puis établira une carte détaillée de la région et des terres environnantes. Toutefois, deux ans avant l'arrivée du Mayflower, la variole et d'autres maladies apportées par les pêcheurs anglais dans la région, avaient coûté la vie à 90 % de la population amérindienne.
En 1614, Le capitaine John Smith, fondateur de la colonie de Jamestown en Virginie, quelques années auparavant, effectua un deuxième voyage sur le continent. C'est lui qui baptisa la région Nouvelle-Angleterre, avec privilège du prince Charles (le futur Charles Ier). On lui doit aussi le nom de « New Plymouth » pour rebaptiser le village indien d’Accomack.

### Premiers contacts et fondation de la colonie
Le 21 novembre 1620 (11 novembre julien), les Pères pèlerins du Mayflower et 102 autres colons anglais débarquent à Cap Cod (sur le site de Provincetown). Ne trouvant pas d'endroit où s'établir durablement, une mission exploratoire d'une quinzaine d'hommes commandée par le capitaine Myles Standish fut organisée vers le 26 du mois. Puis, une deuxième mission avec un groupe de 34 hommes commandé par Christopher Jones (en), partit le 27 novembre à bord d'une chaloupe que les pèlerins avaient eux-mêmes construite. Une troisième subira quelques premières escarmouches avec des indiens Wampanoags de la tribu des Nausets au niveau de Eastham le 6 décembre. Devant ces échecs successifs, les colons du Mayflower levèrent l'ancre. Le navire longea alors les côtes de la baie du cap Cod, et aborda la petite baie de « New Plymouth » le 17 décembre, sur le site d'un village indien abandonné nommé « Patuxet ». Ils y restèrent trois jours pour arpenter la zone.
L'emplacement fut finalement choisi pour sa position défensive, et par le fait que les terres pouvaient être facilement mises en culture, car ayant été précédemment occupées par les autochtones.
Le 21 décembre 1620, William Bradford, le chef de la communauté, débarqua avec quelques hommes sur le site de Plymouth Rock et fondèrent officiellement la première ville baptisée naturellement « New Plymouth » (actuellement la ville de Plymouth), John Carver devenant gouverneur de la colonie.
Mais les débuts de la colonie furent difficiles, beaucoup moururent du scorbut. Ainsi, sur les 102 premiers immigrants, la moitié avaient péri le premier hiver. Au mois de février 1621, les premières rencontres avec les Indiens Wampanoag furent tendues et obligèrent les colons à s'organiser militairement sous le commandement de Myles Standish, officier anglais qui avait été spécialement recruté dans ce but par les Pères pèlerins.
Le 16 mars 1621, eurent lieu les premiers contacts pacifiques entre colons et indiens, l'un de ces derniers nommé Samoset, leur servit d'interprète (il avait précédemment un peu appris l'anglais grâce au contact des pécheurs venant d'outre-Manche). Grâce au chef indien Wampanoag Massasoit, les colons apprirent l'existence d'un autre autochtone nommé Squanto qui lui, avait une parfaite connaissance de la langue anglaise, pour avoir été retenu en captivité en Angleterre pendant plusieurs années. Squanto prit alors contact avec les Colons de Plymouth et, avec sa tribu, leur offrit de la nourriture, puis leur apprit à pêcher, chasser et cultiver du maïs.
Afin de célébrer la première récolte, à l’automne suivant, le gouverneur Bradford décréta trois jours d'action de grâce. Les colons invitèrent le chef Massasoit et 90 de ses hommes à venir partager leur repas, en guise de remerciement pour l'aide apportée, et afin de sceller une amitié durable en concluant un pacte commercial. Des dindes sauvages et des pigeons furent servis à cette occasion : ce fut le premier Thanksgiving fêté sur le territoire américain.

### Peuplement de la colonie
Durant la même période, le 9 novembre 1621, arriva d'Angleterre de façon inattendue, un second navire (le Fortune) qui débarqua 37 nouveaux colons. Toutefois, ceux-ci étaient peu équipés en fournitures, et la charge de ces habitants supplémentaires pesa lourdement sur les ressources de la colonie. Parmi les passagers du Fortune se trouvait notamment un certain Philippe de La Noye (1602-1681), protestant wallon de 19 ans, dont la famille était originaire de Lille et de Tourcoing (dont le nom fut anglicisé en « Delano »), qui eut pour descendants entre autres : Ulysses S. Grant, Franklin Delano Roosevelt, Alan Shepard, Laura Ingalls Wilder et Robert Redford.
En juillet 1623, deux ans et demi après la fondation de la ville de Plymouth, deux autres bateaux arrivèrent dans la baie avec à leurs bords 90 passagers. Au mois de septembre suivant, un nouveau navire débarqua un certain nombre de colons, qui restèrent quelque temps dans la colonie avant d'aller fonder la ville de Weymouth située plus au nord.
Le mois de mars 1624 voit l'accostage d'un bateau chargé 156 passagers (répartis en douze groupes de 13 personnes chacun), mais surtout de 1 627 têtes de bétail.
En janvier 1630, la colonie comptait déjà 300 habitants. En 1643, elle compte environ 600 hommes aptes au service militaire, ce qui implique une population totale d'environ 2 000 âmes. En 1690, à la veille de la dissolution de la colonie, la population du comté de Plymouth, le plus peuplé d'entre eux, a été estimée à 3 055 personnes, et d'environ 7 000 pour l'ensemble de son territoire.
À titre de comparaison, on estime qu'entre 1630 et 1640, une période connue sous le nom de la Grande Migration, plus de 20 000 colons étaient arrivés dans la seule colonie de la baie du Massachusetts, et en 1678 la population de l'ensemble de la Nouvelle-Angleterre a été estimée de l'ordre de 60 000 personnes. Malgré le fait que Plymouth a été la première colonie dans la région, au moment de son annexion, elle est beaucoup plus petite que la colonie de la baie du Massachusetts.

### La fin de la colonie
Malgré l'échec du Dominion de Nouvelle-Angleterre entre 1686 et 1689, la couronne anglaise n'avait pas abandonné le projet de placer les colonies de la Nouvelle-Angleterre sous son autorité administrative et autres. Ainsi, en 1691 la Province de la baie du Massachusetts fut organisée autour de la « Colonie de la baie du Massachusetts » qui était la plus importante d'entre elles, incluant notamment la Colonie de Plymouth qui fut de ce fait dissoute.

## Gouvernement et législation

### Organisation
| Gouverneurs de la Colonie de Plymouth | Gouverneurs de la Colonie de Plymouth | Gouverneurs de la Colonie de Plymouth |
| Période                               | Gouverneur                            |                                       |
| ------------------------------------- | ------------------------------------- | ------------------------------------- |
| 1620                                  | John Carver                           |                                       |
| 1621-1632                             | William Bradford                      |                                       |
| 1633                                  | Edward Winslow                        |                                       |
| 1634                                  | Thomas Prence                         |                                       |
| 1635                                  | William Bradford                      |                                       |
| 1636                                  | Edward Winslow                        |                                       |
| 1637                                  | William Bradford                      |                                       |
| 1638                                  | Thomas Prence                         |                                       |
| 1639-1643                             | William Bradford                      |                                       |
| 1644                                  | Edward Winslow                        |                                       |
| 1645-1656                             | William Bradford                      |                                       |
| 1657-1672                             | Thomas Prence                         |                                       |
| 1673-1679                             | Josiah Winslow                        |                                       |
| 1680-1692                             | Thomas Hinckley                       |                                       |

Le Mayflower Compact qui avait été signé, à bord du Mayflower le 11 novembre 1620, par les pèlerins avant qu'ils ne débarquent à Provincetown, fut longtemps le seul document régissant la vie de la colonie. Les premières lois ne seront pas codifiées avant 1636. Celles-ci étaient fondées sur le mélange de la common law anglaise avec le droit religieux inspiré par la Bible.
La colonie offrait à tous les hommes adultes la potentialité d'être citoyen. Pour être considéré comme un citoyen, il fallait être parrainé par un autre citoyen et accepté par le Tribunal. Au citoyen, appelé aussi « homme libre », était accordé des droits et des privilèges, comme le droit de vote et celui d'élection. On ne tarda pas cependant à mettre des restrictions à l'octroi du statut de citoyen, en instaurant une période d'attente d'un an (en particulier pour les quakers), durée pendant laquelle les mœurs était observés.
L'âge minimum requis pour devenir citoyen était fixé à 21 ans, mais la plupart des hommes obtenaient ce droit entre 25 et 40 ans, en moyenne au début de la trentaine.
La colonie était placée sous la direction d'un « gouverneur » qui était élu par les citoyens, mais fut plus tard nommé par le Tribunal lors d'une élection annuelle.
Le Tribunal élisait également sept « assistants » formant un cabinet au côté du gouverneur.
Ce cabinet nommait ensuite des « Agents » qui administraient les villes de la colonie et les « messagers » qui étaient responsables de la publication d'annonces, effectuaient des enquêtes, la réalisation d'exécutions, et une foule d'autres fonctions.
Le Tribunal détenait à la fois le pouvoir législatif et judiciaire au sein de la colonie. Les membres étaient élus par les citoyens dans leur circonscription et se réunissaient régulièrement à Plymouth, la capitale de la colonie.
Dans le cadre de ses fonctions judiciaires, le tribunal était périodiquement appelé « Grand Enquest » (comparable au Grand jury connu de nos jours dans le droit américain), élus parmi les hommes libres, qui entendait les plaintes et les prestations de serment pour des accusations crédibles.
Plus tard, le Tribunal siégea lors de procès des criminels et en matières civiles, mais les sentences finales étaient rendues par un jury d'hommes libres.

## Géographie

### Les comtés et les villes de la colonie
La colonie de Plymouth n'a été officiellement divisée en comtés que le 2 juin 1685, au cours de la réorganisation qui aboutira à la formation du Dominion de Nouvelle-Angleterre.
- Le Comté de Barnstable
  - Barnstable, le chef-lieu du comté, d'abord fondé en 1639 et incorporée 1650.
  - Eastham, site de la « Première rencontre », d'abord fondée en 1644 et incorporée sous le nom de Nauset en 1646, prit le nom de Eastham en 1651.
  - Falmouth, d'abord installée en 1661, et incorporée dans Succonesset en 1686.
  - Sandwich, d'abord installée en 1637 et incorporée en 1639.
  - Yarmouth, incorporé en 1639.

- Le Comté de Bristol, le long des rives de la Buzzards Bay et Narragansett Bay, fait partie de la colonie avant d'être cédée au Rhode Island
  - Taunton, le chef-lieu du comté, incorporé en 1639.
  - Bristol, fondée en 1680 et incorporé, elle inclut l'ancien emplacement des Sowams et Montaup (Mount Hope), qui ont été respectivement les capitales des chefs Massasoit et Metacomet (alias « le roi Philippe »). Cédée au Rhode Island en 1746, elle fait maintenant partie du Comté de Bristol.
  - Dartmouth, incorporé en 1664. Dartmouth a été le site d'un massacre par les forces indiennes au cours de Guerre du Roi Philip. Puis, 160 indiens qui se rendirent ont ensuite été vendus comme esclaves.
  - Freetown, incorporé en 1683, initialement connu sous le nom de « Freemen's Land » par ses premiers colons.
  - Little Compton, anciennement connu sous le nom de Sakonnet en 1682, cédé à Rhode Island en 1746, elle fait maintenant partie du Comté de Newport.
  - Rehoboth, fondée en 1644 et incorporée en 1645. À proximité, mais distincte de la Rehoboth de Roger Williams, qui est maintenant la ville de Pawtucket fondé en 1671, désormais incorporée au Rhode Island.
  - Rochester, fondée en 1638, incorporé en 1686.
  - Swansea, fondée comme le canton de Wannamoiset en 1667, intégré en tant que ville de Swansea en 1668. C'est ici que fut tuée la première victime anglaise de la Guerre du roi Philippe.

- le Comté de Plymouth, le long des rives occidentales de la baie du Cap Cod.
  - Plymouth, chef-lieu du comté et la capitale de la colonie. Ce fut la principale ville de la colonie jusqu'à sa dissolution en 1691.
  - Bridgewater, achetée au chef Massasoit par Myles Standish, son nom d'origine était Duxburrow New Plantation, elle a été rebaptisée Bridgewater en 1656.
  - Duxbury, fondée par Myles Standish, elle a été incorporée en 1637.
  - Marshfield, fondée en 1632 et incorporée en 1640. La demeure de Peregrine White, le premier enfant anglais né en Nouvelle-Angleterre s'y trouvait.
  - Middleborough, nommé ainsi en raison de son emplacement à mi-chemin, sur la route de Plymouth à Mount Hope, la capitale des indiens Wampanoags.
  - Scituate, fondée en 1628 et incorporée en 1636.